# .zr
.zr was het vroegere achtervoegsel van domeinnamen in Zaïre. Omdat het land in 1997 de nieuwe naam Democratische Republiek Congo heeft gekregen werd het .zr-achtervoegsel in 2001 afgeschaft en vervangen door .cd